# Division nationale des investigations financières

La division nationale des investigations financières françaises (ou DNIF) est une des divisions administratives de la direction de la police judiciaire. Elle est basée à Nanterre (Hauts-de-Seine). 